# Sieliszcza (sielsowiet Wuscie)
Sieliszcza (biał. Селішча; ros. Селище, Sieliszcze) – wieś na Białorusi, w obwodzie witebskim, w rejonie orszańskim, w sielsowiecie Wuscie, nad Dnieprem.